# إريك بيرغ (نحات)
إريك بيرغ (بالإنجليزية: Eric Berg)‏ هو نحات أمريكي، ولد في 1945 وترعرع في فيلادلفيا. توفي يوم 20 أبريل 2020.

## معرض صور

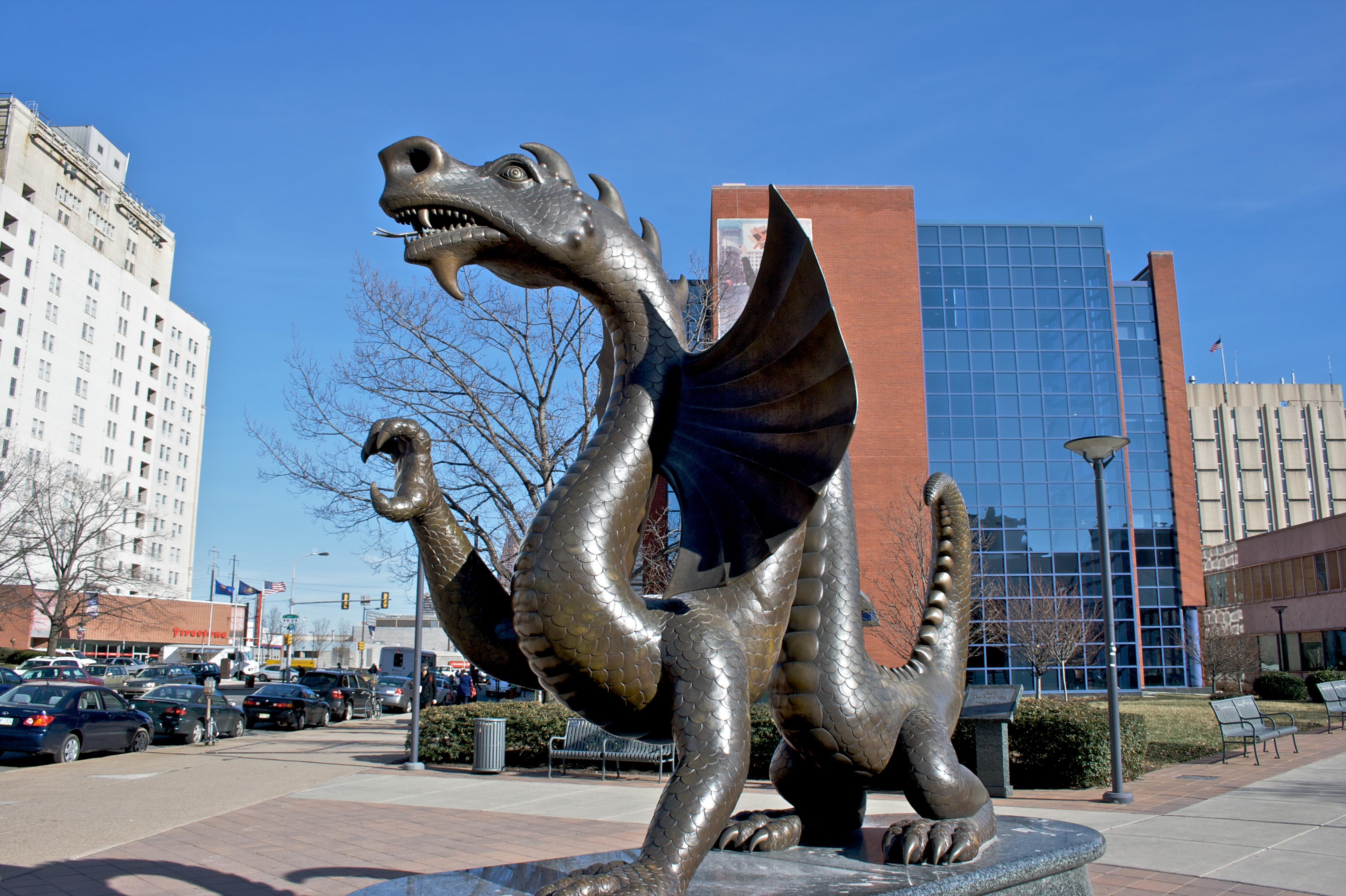
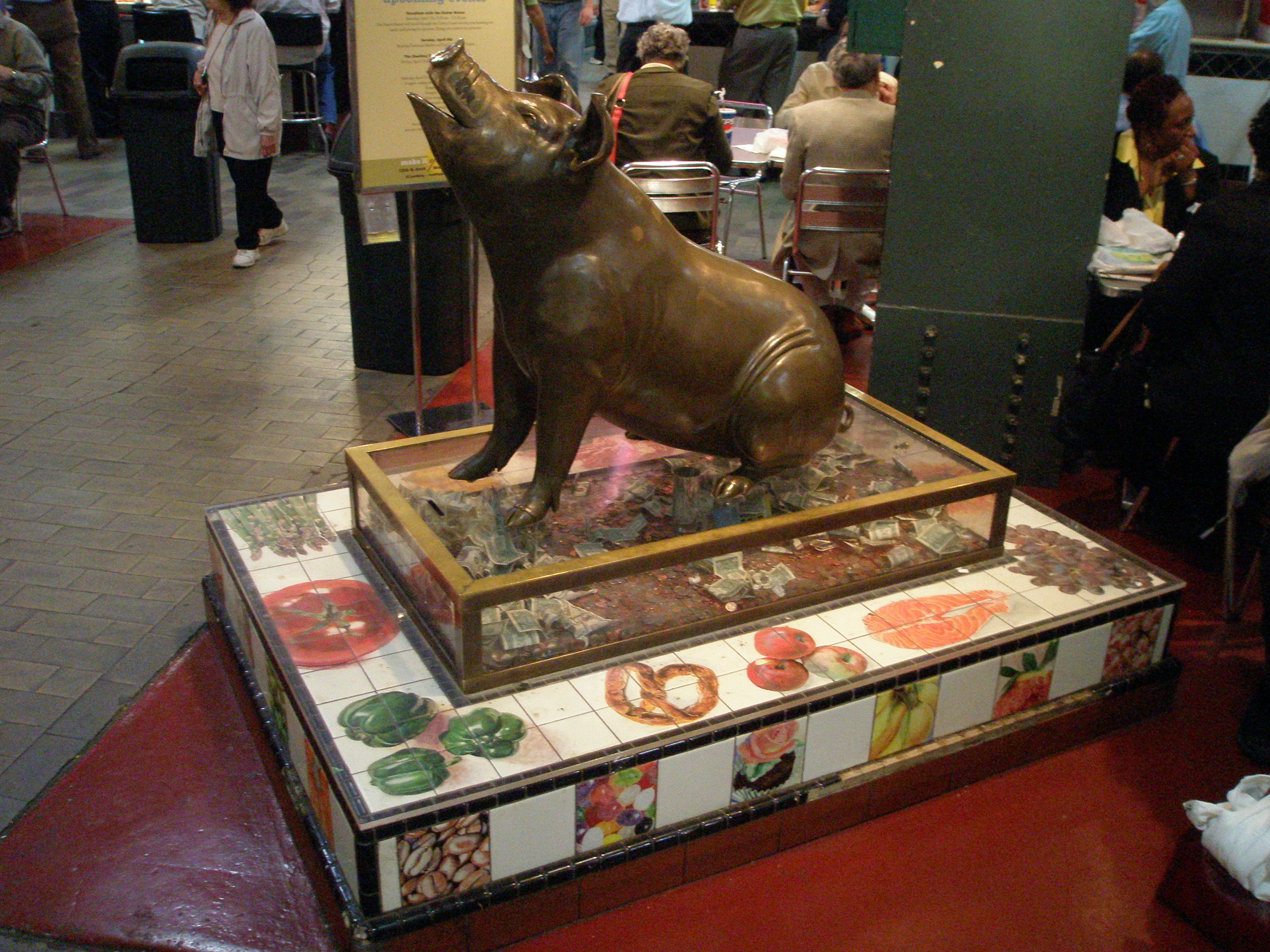
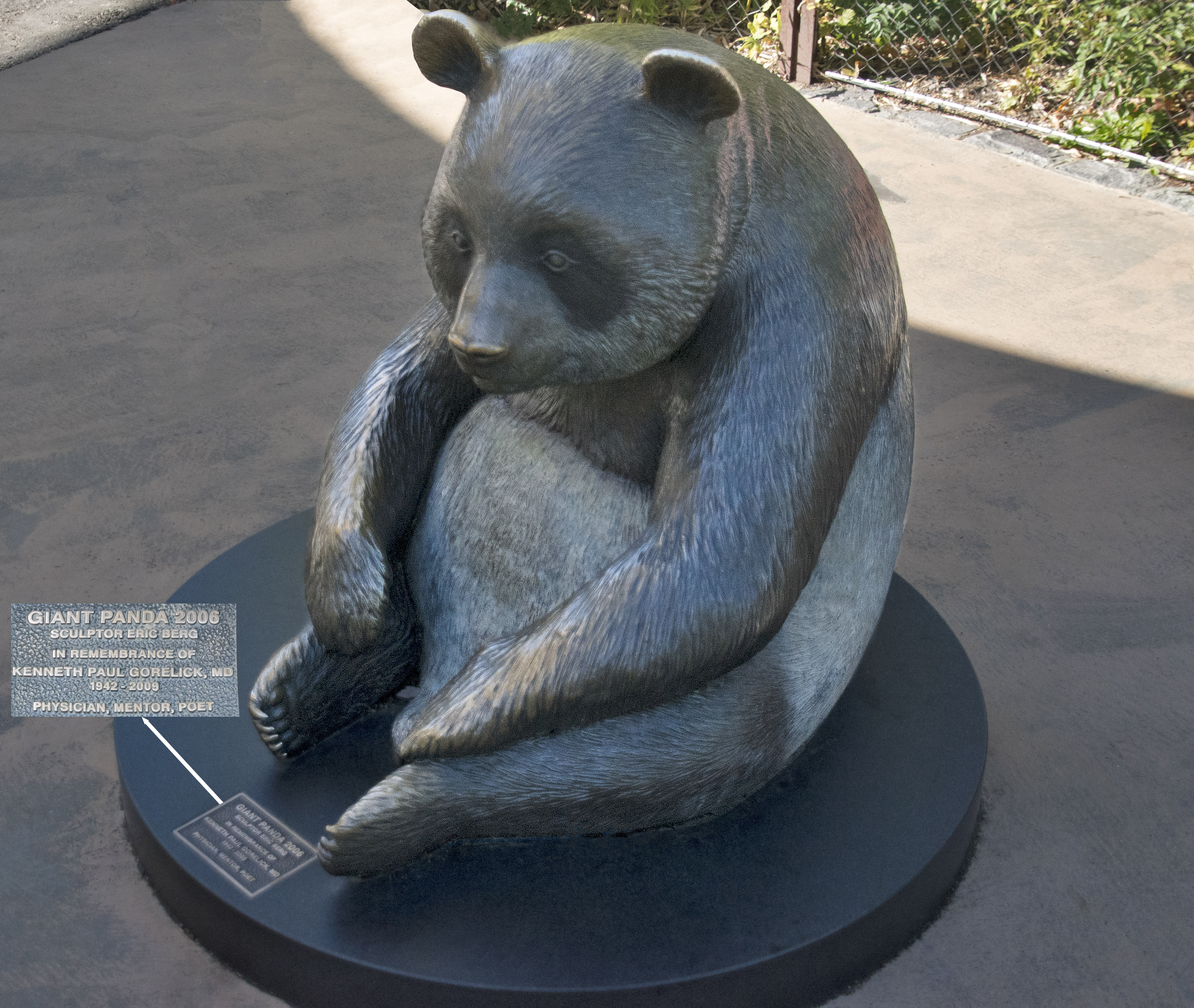
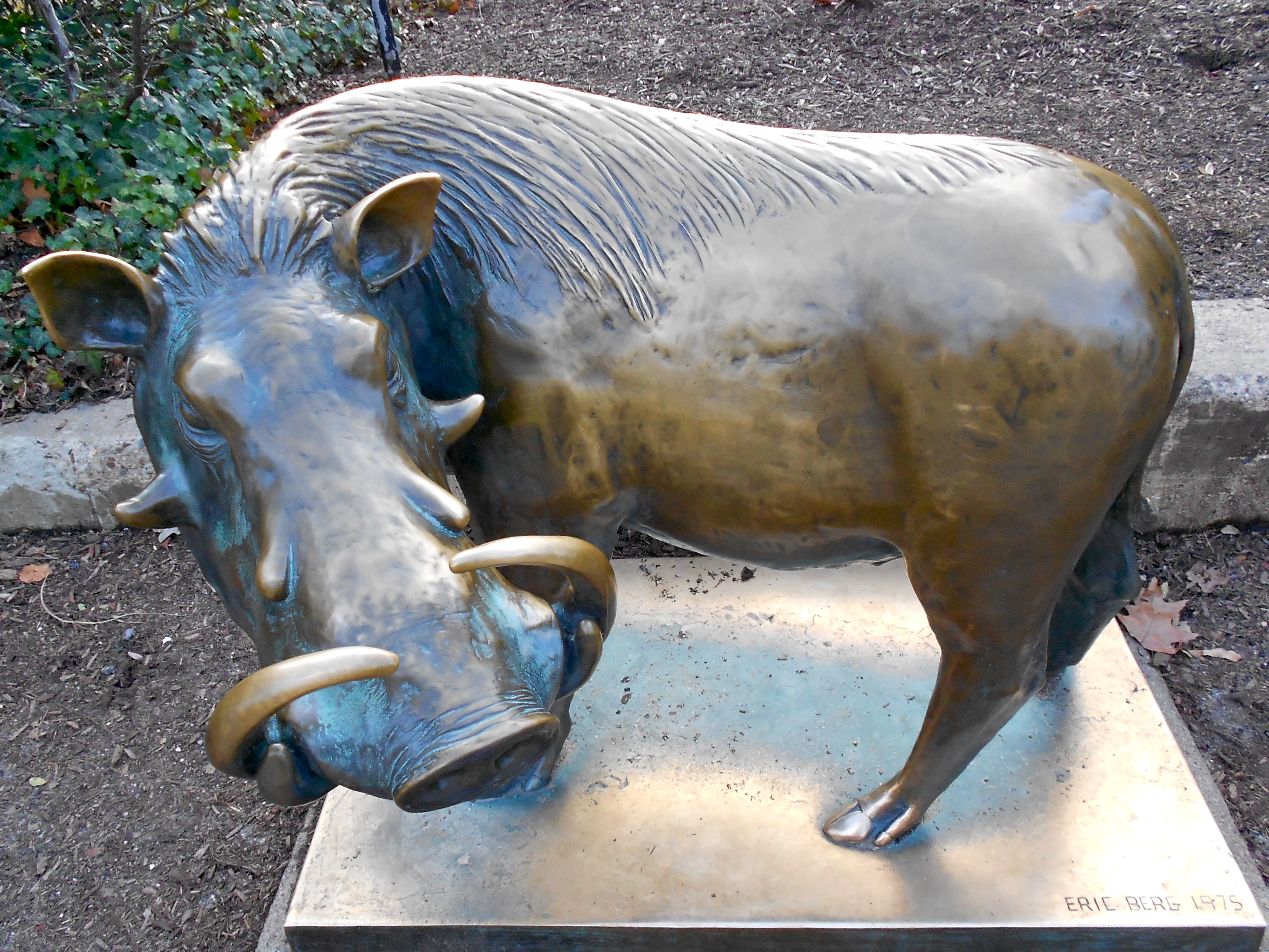